# Hugo Weaving
Hugo Wallace Weaving - englesko-australski filmski i kazališni glumac i glasovni glumac. Najpoznatiji je po ulozi Ticka u filmu Avanture Priscille, kraljice pustinje, Agenta Smitha u trilogiji The Matrix, Elronda u trilogiji Gospodar prstenova i Hobitu, V u O za osvetu, te izvedbama u mnogobrojnim australskim karakternim dramama.

## Vanjske poveznice
- Hugo Weaving u internetskoj bazi filmova IMDb-u (engl.)
- Hugo Weaving na Turner Classic Movies
- Hugo Weaving na All Movie